# 輪迴 (古希臘)

由橫山大觀所繪的《生生流轉》（日文《生々流転》，英譯Metempyschosis，1923年）之絹本墨畫其中的一幅；畫中水蒸氣從天空中凝結成為水滴且降雨而下，再匯聚轉變成山澗或山中溪流，其又流入了一條大河以及在流進大海之中，又從那裡上升為一條龍（畫面上，比喻水蒸發而上升），上升的水又再次的成為水蒸氣了；東京國立近代美術館（日本重要文化財）。

輪迴（Metempsychosis）英文文獻裡Metempsychosis是源自希臘語中論及的靈魂轉生的俄耳甫斯教、畢達哥拉斯主義與古希臘哲學之詞彙，尤其是在表達有關人死後的輪迴轉世。一般而言，Metempsychosis這詞彙唯一只用在古希臘哲學的语境裡，然而Metempsychosis也是被現代哲學家在使用，像是叔本華以及庫爾特·哥德爾；另外，在英文中“transmigration”這詞彙才是真正更適當得表示靈魂轉生的宗教觀。Metempsychosis此單字在詹姆斯·喬伊斯的著作《尤利西斯》中扮演著很顯著的角色，並且還与尼采相联系。 有些時候在英文中也使用另一個用於神學、哲學的同義詞彙──“palingenesia”（轮回、重生）。

## 歐洲在早於前蘇格拉底時代之前的哲人

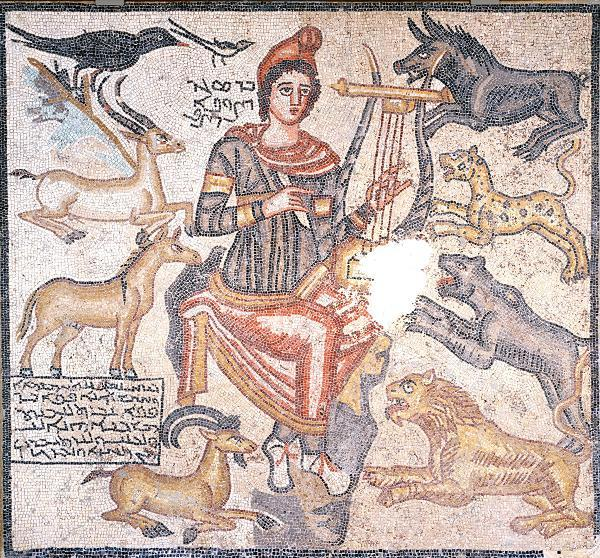
俄耳甫斯和野生動物，鑲嵌藝術，達拉斯藝術博物館珍藏。古希臘宗教中的俄耳甫斯教有著靈魂轉生的宗教觀。

目前還不清楚輪迴教義是如何萌生在希臘地區的。最簡單的假設是，這個被採用於宗教以及哲學宗旨的早期理念是從未被熄滅的。在現今發現的歷史資料而言，俄耳甫斯教這一脈古希臘教派即擁有輪迴轉世觀，首次出現在當時古希臘人認為的色雷斯之半開化（semi-barbarous）的東北邊境上。俄耳甫斯，即為古希臘傳說中輪迴觀的創教祖師，據說傳授靈魂與身體两者之間是通过一個緊密且不對等的連結禁錮著；靈魂是神聖的，也是不朽以及冀盼著自由的，然而身體卻限制著靈魂，使其成為囚徒。死亡可以瓦解這個緊密的束縛，但是經過一個很短的時間被釋放的靈魂只能又再度地被禁錮著：由這出生之輪（the wheel of birth）無情的迴轉之原因。因此這靈魂持續著祂的生命歷程，輪流在一個單獨自在的存有與新的輪迴之間，在這必然的廣大循環中輪轉著，從而成为許多人或動物們的陪伴。俄耳甫斯對這些不幸的囚徒們宣揚了靈魂釋放的啟示，他們立足在需要眾神的恩典來救贖和於狄俄尼索斯信仰中獨特的宗教儀式，並且呼籲他們要通過苦行者的虔敬生活與自我淨化（self-purification）轉變成為神祇：他們生活的素淨將會提升他們在下一個轉世的境界，由他們行為的淨化迄於靈魂已完成了命運的螺旋上升而生活這都是為了能夠轉化成為永恆的神性。這就是俄耳甫斯教的教义祂大约在西元前六世紀左右出現在希臘，在厄琉息斯（Eleusis）和別處教派祂本身有組織的成為了隱密的與公眾的秘密儀式，並且創作出了豐富的文獻。
雖然尤利烏斯·凱撒記錄到關於高盧、不列顛與愛爾蘭的德魯伊也有將輪迴觀作為他們核心教義之一，但目前沒有任何顯著跡象證明他們與希臘人之間的概念相關連。

## 在希臘哲學中

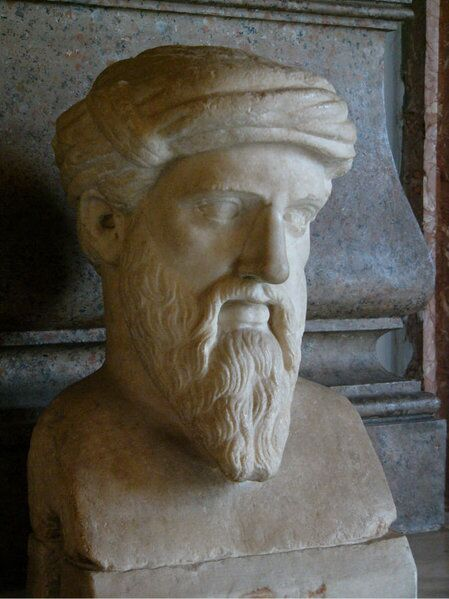
畢達哥拉斯像。

最早與輪迴觀有關聯的希臘思想家是锡罗斯的斐瑞居德斯；然而畢達哥拉斯，據說是他的弟子，乃為其首位著名的哲學傳人。畢達哥拉斯一般認為他不是創立了這個教義也不是他從埃及傳入希臘得。反而他是通過了從希臘東北部到大希臘所傳入的俄耳甫斯教義而奠定了他在輪迴學說的聲望，並且為了發揚這個教義還創立了學派。
在西方傳統哲學裡，闡述輪迴觀真正具有份量的影響力與重要性是由於透過柏拉圖對這教義的採納有關的。在來世觀的神話中這是與《理想國》著作是有密切相關的，柏拉圖他訴說著神話人物中伊爾（Er）從冥界回到陽世是如何的情形，伊爾為阿尔米纽斯（Armenius）之子，他在死亡後的第十二天奇蹟般地回到了人世，並且講述了另一個世界的秘密。在人死後，伊爾他說，他與其他人結伴而行來到一處審判的地點，並且看見靈魂從天國歸來，並且繼續前進有關他們所到之處那裡將是他們選擇新生命的地方（投胎），轉世成為人類以及動物。伊爾他看到奧菲斯的靈魂變幻成為天鵝，诗人赛缪洛斯（Thamyras）成為一隻夜鶯，聲音美妙的鳥類選擇成為人类，而阿塔蘭塔的靈魂則選擇成為一個光榮的運動家，因而轉世再成為人類。在那裡被他看到人類成為了動物，而野生以及馴養的動物們也變化成為其他的生命形態了。在他們這些靈魂選擇投胎到下一世的生命形態之後，這些靈魂還必須飲用勒忒河（Lethe，或譯為忘川）的水，接著如星辰般的投射而出到他們轉世出生的地方。在有輪迴那方面的神話與理論學說於其他的對話錄篇章中也具有同樣的影響力，像是在《斐德罗篇》、《美諾篇》、《斐多篇》、《蒂邁歐篇》以及《律法篇》都是如此。在柏拉圖的觀點中靈魂的數量是固定的；因此誕生絕不是靈魂的創造，只不過是從一個肉體轉換到另一個肉體的一種輪迴過程而已。柏拉圖接受的教義是因為他贊同當時希臘民間信仰的特性並且渴望將這教義以提升精煉的形式而成為柏拉圖他自己的哲學體系中的一部分。
柏拉圖對於輪迴教義中所信仰的程度已經由現代一些學者進行過相關的討論了。馬爾西利奧·費奇諾（Platonic Theology 17.3–4），對他來說，認為柏拉圖引用輪迴教義的用意是在於寓言性或譬喻性闡述柏拉圖他自己的學說。
在往後的希臘文獻裏輪迴的教義時時的出現；祂也在古希腊剧作家米南德其部分保存的一份劇本《神靈憑附的女子》（the Inspired Woman）與琉善（Lucian, Gallus 18 seq.）所著作的針砭時弊作品中有提及到這個學說。在羅馬的的文獻中有關輪迴的教義早在昆圖斯·恩紐斯的著作中就已經被發現到了，恩紐斯在他的卡拉布里亚的家鄉裡一定是對希臘教誨（the Greek teachings）相當熟悉與通曉得，輪迴學說是已經從大希臘的城邦時代一直流传下来到恩紐斯他所處的那個時代了。在他所著《年代纪》（又譯《编年史》）的一個佚失之片段中，這是一部敘事詩所寫成的羅馬史，恩紐斯訴說著他是如何在一個夢中会晤荷馬，並且荷馬已向恩紐斯確實了有兩位在世活著的詩人之靈魂同樣是曾經一度属于孔雀的生命形態。波西蔼斯（Persius）於他的諷刺文學作品（vi. 9）之一篇中針對此一點而嘲弄著恩紐斯：關於恩紐斯這一點也是由盧克萊修（i. 124）以及由賀拉斯（Epist. II. i. 52）二人所提及得。維吉爾的作品這概念／理念成為了在《埃涅阿斯紀》（vv. 724 sqq.）的第六本書裡其叙述著冥界情形而採取的學說觀點。輪迴的教義在古風時代以降到最新的古典時代思想家堅定地持續著，普羅提諾以及其他的新柏拉圖主義哲人都是接受輪迴學說得。

## 於古典時期以後的文獻

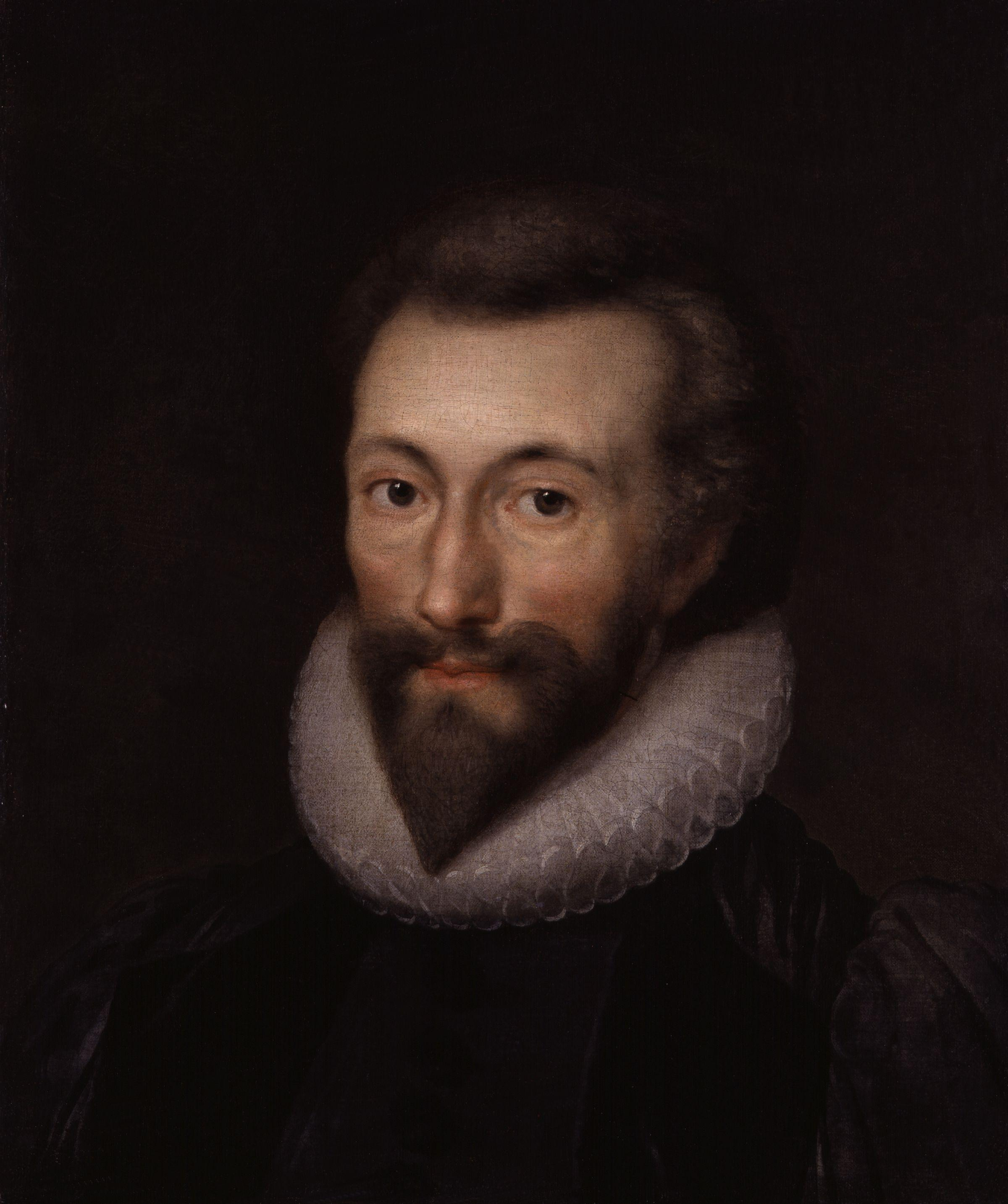
約翰·多恩畫像。

《輪迴》（Metempsychosis）是由玄學派詩人約翰·多恩所著的一首長詩的標題，寫於1601年。這首詩，也被稱為《神聖到無限》（Infinitati Sacrum, means 'sacred to infinity' ），由兩部分所組成得，即〈宗徒書信〉（"Epistle"）與〈靈魂的演進〉（"The Progress of the Soule"）。在後面部分的第一行之中，多恩寫道他“歌頌著不死靈魂的進步（sing[s] of the progresse of a deathlesse soule）”。
輪迴觀點在埃德加·愛倫·坡於1832年出的短篇小說《门泽哲斯坦》（Metzengerstein）裡面是一個突出的主題。愛倫·坡重新回到撰寫輪迴主題的作品又能在《莫蕾拉》（Morella，1835年）以及《橢圓畫像》（The Oval Portrait，1842年）兩部作品裡見到。
有關於在赫爾曼·梅爾維爾所著的《白鯨記》一書裡，輪迴的觀點在第98章〈装舱和清扫〉（"Stowing Down and Clearing Up"），文章內的最後一段中有醒目的被提及著。
赫伯特·翟理斯在他從《莊子·齊物論》中採用了這個單字“metempsychosis”來翻譯〈莊周夢蝶〉英文版。由漢斯─格奧爾格·梅勒（Hans-Georg Moller）對這一專有名詞的採用提出了論辯，雖說，梅勒主張最好的翻譯是“事物的變化（the changing of things）”。
輪迴的觀點在詹姆斯·喬伊斯的现代主义長篇小說《尤利西斯》（1922年）裡面是一個反復出現的主題。在喬伊斯的作品塑造下，源自古希臘字彙的“metempsychosis”
成為了一個著名的英文單字，然而卻讓摩莉·布卢（Molly Bloom）給發錯了音，被念成了〝met him pike hoses〞。
在托馬斯·品欽的1963年首部長篇小說《V.》（V.）裡面，輪迴觀點的談到及說起的引用的根據是來自莫雷·伯恩斯坦（Morey Bernstein）所著作的《搜寻布莱蒂·墨菲》（The Search for Bridey Murphy）這本書，並且是在第八章的後面篇幅裡。
輪迴的觀點在堂·德里羅的1982年長篇小說《名字》（The Names）之中也有引用到。
在大衛·福斯特·華萊士的1996年長篇小說《無盡的玩笑》裡，書中人物“Madame Psychosis”（精神失調女士）的名字是暗示著輪迴原文“metempsychosis”一詞的雙關語。
居伊·德·莫泊桑的短篇小說《埃拉克利斯·格洛斯博士》（Le docteur Héraclius Gloss，1875年）是一部有關於輪迴寓言的作品。
在馬塞爾·普魯斯特的名著《追憶似水年華》從第一段落裡面，敘述者從一本書的主題到輪迴的過程比擬他精神意識（靈魂）的抽離。

## 外部連結
- The Columbia Encyclopedia: Transmigration of souls or Metempsychosis
- The Catholic Encyclopedia: Metempsychosis （页面存档备份，存于）
- Jewish view of reincarnation （页面存档备份，存于）
- Did Plato Believe in Reincarnation? （页面存档备份，存于）